# Ludwig Hölscher
Karl Georg Ludwig Hölscher (* 16. Oktober 1814 in Herford; † 4. April 1902 ebenda) war ein deutscher Lehrer, Historiker und Philologe.

## Leben
Hölscher, ein Sohn des Herforder Stadtsekretärs Deus Friedrich Christlieb Lebrecht Hölscher (1785–1871), legte 1832 das Abitur am Friedrichs-Gymnasium Herford ab und studierte anschließend Evangelische Theologie an der Universität Bonn. 1834 wechselte er zum Studium der Philologie an die Friedrich-Wilhelms-Universität zu Berlin, wo er 1837 aufgrund der Dissertation De Lysiae oratoris vita et dictione zum Dr. phil. promoviert wurde. Nach seinem Probejahr am Gymnasium Herford 1838/39 wurde er Lehrer an der höheren Bürgerschule (später Realschule) in Siegen. 1843 kehrte er an das Gymnasium seiner Heimatstadt zurück, wo er bis zu seiner Pensionierung 1883 unterrichtete und als Konrektor amtierte. 
1860 wurde Hölscher zum Professor ernannt. 1883 erhielt er den Roten Adlerorden vierter Klasse, 1887 den Königlichen Kronen-Orden dritter Klasse.
Hölscher verfasste etliche Schulprogramme und weitere Schriften, zunächst vorwiegend philologische, später zumeist historische Untersuchungen; darunter auch eine Reihe von Artikeln für die Allgemeine Deutsche Biographie.

## Schriften (Auswahl)
- De vita et scriptis Lysiae oratoris. (Diss.) Berlin 1837 (Digitalisat).
- Lessing als Dramatiker. (Schulprogramm) 2 Teile, Siegen 1842–1843 (Digitalisat von Teil 1; Digitalisat von Teil 2).
- Über die Schriften des Apulejus de mundo. (Schulprogramm) Herford 1846 (Digitalisat).
- Über Lessing’s Emilia Galotti. (Schulprogramm) Herford 1851 (Digitalisat; wieder abgedruckt in: Carsten Gansel, Birka Siwczyk (Hrsg.): Gotthold Ephraim Lessings Emilia Galotti im Kulturraum Schule (1830-1914). V&R unipress, Göttingen 2015, ISBN 3847103830, S. 85–105).
- Quaestiunculae Lysiacae. (Schulprogramm) Herford 1857 (Digitalisat)
- Die Labadisten in Herford. (Schulprogramm) Herford 1864 (Digitalisat).
- Geschichte des Gymnasiums in Herford. (Schulprogramm) 3 Teile, Herford 1869/1872/1874 (Digitalisat von Teil 1; Digitalisat von Teil 2; Digitalisat von Teil 3).
- Zur Geschichte der Stadt Herford im 17. Jahrhundert. (Schulprogramm) Herford 1875 (Digitalisat).
- Reformationsgeschichte der Stadt Herford: Im Anhang die Herforder Kirchenordnung von 1532. Gütersloh 1888 (Digitalisat).
- Jahrbücher der Geschichte des Gymnasiums zu Herford seit 1840. Herford 1890 (Digitalisat).
- Unsere Taufnamen. Eine Erklärung über deren Sinn und Bedeutung. Minden 1899.